# 義務教育学校
義務教育学校（ぎむきょういくがっこう）とは、初等教育（小学校などにおける教育）と前期中等教育（中学校などにおける教育）までの義務教育を一貫して行う日本の学校である。前期課程（小学校に相当）と後期課程（中学校に相当）からなる小中一貫校。
学校教育法の改正により2016年に新設された学校教育制度（第5章の2）。

## 概要
義務教育学校は、「学校教育制度の多様化及び弾力化を推進するため、現行の小・中学校に加え、小学校から中学校までの義務教育を一貫して行う」学校であり、初等教育と、中等教育の一部の合計9年間の課程を一体化させた学校である。
設置は、国公私立いずれも設置が可能となっている。なお市町村および東京都特別区は学校教育法第38条に基づく公立小学校・公立中学校の設置義務があるが、義務教育学校を設置することでも設置義務の履行となる（第38条ただし書き）。なお、義務教育学校の設置は学校関係者・保護者・地域住民の理解と協力を得ながら進めるよう学校教育法等改正時に文部科学省通知も出されている。

### 小学校、中学校との違い
教育課程や学校運営については設置者によって柔軟に運用することができるため一概には記述できないものの、先行の小中一貫校の主な実施例を挙げると次の通りである。
- 早期カリキュラムの導入
- 小学校段階からの教科担任制
- 小学校段階からの定期考査（中間試験、期末試験。ここでは中学校と同様な定期的なテストを指す）
- 授業時間の小中統一（20分休みや業間休みなし）
- 児童会と生徒会の一体化
- 学校行事の小中一体化（小学生と中学生が一緒に運動会を行うなど）
- 小学生と中学生の校則の統一化（小学生段階からランドセル登校が禁止の小中一貫校もある）
- 小中一貫の部活動
- 学校教育法施行規則により学校全体の標準学級数は1校あたり18～27学級（1学年あたり平均3学級まで）

学習カリキュラムのみならず、従来であれば中学校段階の教育の特徴とされてきた慣習的制度（定期考査、部活動、細かい校則等）が小学校段階に早期化されている場合もある。

## 施設の形態
小学生が学ぶ前期課程と中学生が学ぶ後期課程を同じ校舎にした「施設一体型」で小中一貫校化した場合、学校の統廃合が伴うため、現行の小中学校の小中一貫校化については、「学校統廃合及びそれに伴う教育予算の削減」ではないか、との指摘もある。

## 学年の区切り
学年の区切りをいかにするべきかは議論も多く、6-3-3制、6-6制が主流の現行の教育制度の中において、公立の一部の学校が異なる学年区分を適用することには異論もある。

## 入学者選抜
公立の場合、入学者選抜は行われない。これは公立の義務教育の中において「エリート校」化することを懸念する意見があるためである。しかし、入学者選抜を行わない場合、柔軟なカリキュラム編成を生かした「早期カリキュラム」のような独自の一貫教育が可能なのか、疑問も指摘されている。
公立の義務教育におけるエリート教育に関する議論や横並び意識の強い日本の教育風土においては様々な課題もある。

## メリット、デメリット
小中一貫校（義務教育学校）の制度に関しては、これまで、中央教育審議会、国会、地方議会、教育学者、教育評論家等の間で様々な議論が行われている。初めての制度の導入に伴うメリット、デメリットがあり、制度そのものについて推進意見、慎重意見もある。
以下には、小中一貫校一般ではなく、特に義務教育学校に関するメリット、デメリットを挙げる。

### メリット
- 施設一体型の場合、コストダウンがはかれる（ただし、文部科学大臣は教育予算削減が制度の目的であることを否定的に答弁[3]）。

### デメリット
- 中高一貫教育（中等教育学校制度等）との整合性がない。一つの自治体の中に小学校、中学校、中等教育学校、義務教育学校が併存することになる[4]。
- 施設一体型では学校統廃合が伴う。前身となる小学校・中学校は廃校の上で義務教育学校へ統合される。それに伴い学区が広域化することで通学距離が長くなる場合もある。品川区では18校の小学校、中学校が統廃合されて6校の小中一貫校になった例がある（実質12校の廃校）[7]。
- 世間一般に「義務教育学校」という名称に馴染みがない。また、正式名称として「学園」のみ（「学校」という文言を含めない）の名称を用いると、一般に認識されている他の政策的施設（福祉施設、児童自立支援施設等）と判別がしにくくなる。[要出典]